# Матија Петар Катанчић
Матија Петар Катанчић (Валпово, 12. август 1750 — Будим, 24. мај 1825) био је српски писац и професор.

## Биографија
Учио је богословске науке и естетику у Будиму. Још као младић ушао је у фрањевачки ред. Дуго је био професор у Осијеку, Загребу и на пештанском универзитету, где је предавао нумизматику и археологију. Боравио је 1781. године у Београди о којем је на латинском језику објавио (1796) књигу: "Спомен Београда некадашњег Сингидуна".
Катанчић попут Мушицког у Срба најпотпуније представља позну псевдокласичну поезију. Он пева оде по угледу на Хорација и пастирске песме по угледу на буколску поезију грчку и латинску. Као одличан познавалац класичне књижевности Грка и Римљана, он покушава у језик унесе у латинске метричке форме, да створи уметничку версификацију према латинским узорима. Он је писао песме и на латинском језику. Његово најпознатије дело, збирка поучних и филозофских песама, носи латински назив „Fructus autumnales“. Написана је у Загребу 1791. године, а преведена на српски 1831. у Летопису Матице српске. У његовим песмама се осећа и утицај народне поезије. У истом делу налази се и једна од првих расправао о метрици у српској поезији. Постхумно му је штампан први превод старог закона на српски - „Sveto pismo starog' zakona (...) u Jezik Slavno-Illyricski izgovora Bosanskog prinesheno“ (Будим, 1831).
Писао је Катанчић 1798. године о Србима ("српском имену"): Оно је заиста нашим Илирима познато, да се свуда Србљима зову, не само они који живу у Србији, него скоро по свем Илирику а и по Дацији, особито они који су грчкога закона, који мисле, да се тијем највише од другијех разликују, што се зову Србљи или Србљани. А у односу на Хрвате примећује: Хрвати - ово приповиједам по свом уверењу - нас Раце и Илире, који се од њих у језику знатно разликујемо, све зову Власима.
Катанчић је био више учен човек него песник. Он је дао неколико занимљивих метричких образаца по угледу на старе класике и показао одлично познавање грчке и римске митологије и књижевности, али, у основи, његова поезија је хладна и укочена, неуспео покушај да по утврђеним обрасцима класичног стила даде примере својих естетичких схватања, изложених у једној рукописној књизи на латинском језику.
Постојало је у Валпову између два рата Певачко друштво "Катанчић".